# 流行学園.TV
流行学園.TV（りゅうこうがくえんどっとてぃーびー）は、かつて2011年5月より運営開始したインターネットテレビ放送局であった。
放送されている番組は全て無料で視聴可能だった。

## 概要
PC環境さえあれば、誰でも無料で視聴することができるストリーミング配信メディアサービス。
主にエンタメ、お笑い、スポーツなど、様々なジャンルの情報を配信している。
2021年現在、公式サイトの閲覧および各番組を視聴する事が不可能な状態になっており、活動実態は不明。

## スタジオ
東京都豊島区池袋に専用スタジオを設置している。

## 番組一覧
- [特別企画番組] 流行学園祭
- [特別企画番組] RYUGAKU.fes
- [特別企画番組] 流行学園ぷらす
- [特別企画番組] KING OF Tが行く！
- [特別企画番組] ＲＩＭＳな小町☆／仁井山征弘、川崎純情小町☆（2012年7月 - 2012年12月）
- リッチドッグの、あなたの心にズッコンバッコン／リッチドッグ、佐竹なな（2011年5月 - ）
- のんべえのんのお部屋♪（2011年5月 - ）
- ゆうやのこころ＋α（2011年6月 - ）
- こんたく。の50％でやってます。（2011年7月 - ）
- ジョゼッと虎と魚たち／ジョーゼット、瑞木るう（2011年12月 - ）
- CURIOUSのそこんとこど～なの？（2012年9月 - ）
- ほのかのほんまそれっ！／鍋本帆乃香（2013年9月 - ）
- エンタメ公開バラエティー「JUMP」（2014年5月放送予定）